# Catarsi (psicologia)
|  | Per a altres significats, vegeu «catarsi». |

La catarsi en certs mètodes de piscoteràpia és l'efecte alliberador i curatiu que podria provocar l'expressió dramatitzada d'experiències i records dolorosos, en presència d'una persona de confiança respectada o en una teràpia de grup.
Més que un mètode és un fet present en diversos tipus de psicoteràpia i la vida quotidiana. Fora del món de la teràpia, desvelar un secret en veu alta també pot tenir un efecte alliberador, com per exemple es pot observar en el fenomen de la sortida de l'armari, per la qual, un secret que turmenti una persona en esdevenir públic, perd la seva força turmentadora. Això es troba també en el concepte de ‘catarsi política’ desenvolupat per Antonio Gramsci.
El concepte prové del món de les arts. Segons els grecs antics, la contemplació d'un obra d'art o d'una peça de teatre o de música, pot provocar emocions curatives en l'espectador, que «netegen» (o purifiquen) el seu espèrit. La catarsi per l'art és l'efecte de les emocions que una obra desperta en l'espectador, que ell, del seu costat, no ha de fer res. Hauria estat un dels efectes de l'anomenat mètode catàrtic, inventat a la fi del segle xix per Josef Breuer i Sigmund Freud.